# 砿区 (大同市)
鉱区（こう-く）は中華人民共和国山西省大同市に位置していた市轄区。南郊区内に散在する飛び地状の炭鉱地区から形成されていた。

## 行政区画
- 街道: 新勝街道、新平旺街道、煤峪口街道、永定庄街道、同家梁街道、四老溝街道、忻州窯街道、白洞街道、雁崖街道、挖金湾街道、晋華宮街道、馬脊樑街道、大斗溝街道、王村街道、姜家湾街道、新泉路街道、民勝街道、口泉街道、馬口街道、燕子山街道、杏児溝街道、青磁窯街道、平泉路街道、四台溝街道、和順街道、和瑞街道、平盛街道、清泉街街道